# Ногалес (Бадахос)
Ногалес (ісп. Nogales) — муніципалітет в Іспанії, у складі автономної спільноти Естремадура, у провінції Бадахос. Населення — 719 осіб (2010).
Муніципалітет розташований на відстані близько 360 км на південний захід від Мадрида, 48 км на південь від Бадахоса.

## Демографія
Динаміка населення (INE ):